# 2,3-dihydrothiepin
2,3-Dihydrothiepin je sirná heterocyklická sloučenina, částečně nasycený analog thiepinu.